# Dencoeliopsis
Dencoeliopsis is een geslacht van schimmels behorend tot de familie Rutstroemiaceae. De typesoort is Dencoeliopsis johnstonii.

## Soorten
Volgens Index Fungorum bestaat het geslacht uit twee soorten:
| Soortnaam                | Auteur(s)    | Publicatiejaar |
| ------------------------ | ------------ | -------------- |
| Dencoeliopsis betulicola | W.Y. Zhuang  | 1988           |
| Dencoeliopsis johnstonii | (Berk.) Korf | 1971           |